# Jean-Baptiste Schinler
Jean-Baptiste Schinler (Aywaille, 14 octobre 1863 - Sprimont, 21 août 1937), fut un homme politique wallon du POB.
Il fut tailleur de pierres; il fut élu député (1894-1919), puis sénateur de l'arrondissement de Liège (1919-21).